# Queenston
Queenston – osada w Ontario, w Kanadzie. Obecnie stanowi administracyjnie część miejscowości Niagara-on-the-Lake. Zlokalizowana jest na szczycie skarpy Niagary, na zachodnim brzegu rzeki Niagara. Na przeciwnym brzegu znajduje się Lewiston.
12 tysięcy lat temu znajdował się tu wodospad Niagara. Pierwotnie rzeka spadała ze skarpy Niagary. Od tego czasu, na skutek erozji skały wodospad cofnął się około 11 kilometrów w górę rzeki do obecnej lokalizacji w sercu Niagara Falls. Ślad wędrówki wodospadu to długi kanion (tzw. Niagara Gorge) ciągnący się na południe od Queenston.
Europejskie osadnictwo zostało rozpoczęte około roku 1775 przez amerykańskich lojalistów. Podczas wojny brytyjsko-amerykańskiej odbyła się tu w 1812 r. bitwa pod Queenston Heights. Choć Brytyjczycy zwyciężyli, zginął ich dowódca, Isaac Brock. Później postawiono mu efektowny pomnik, z którego Brock spogląda ze szczytu skarpy. Mieszkała tu też bohaterka Laura Secord.
Przed budową kanału Welland, w Queenston znajdował się północny koniec okrężnej drogi, którą przenoszono ładunki do Chippawa, gdzie ładowano je z powrotem na statki. Omijano w tej sposób wodospad, co uczyniło Queenston jedną z pierwszych oraz najważniejszych osad w regionie. W późniejszych czasach ważność Queenston zmalała.
Ze względu na lokalizację na szczycie skarpy, znajdował się tu kamieniołom (ang. Queenston Quarry), z którego wydobywano wapień. Obecnie znajduje się tu kompleks dwóch olbrzymich elektrowni wodnych nazwanych na cześć Adama Becka (ang. Sir Adam Beck Hydroelectric Power Stations). Elektrownie zasilane są wodą z górnego biegu Niagary doprowadzoną kanałem i tunelami. W sumie produkują około 2278 MW. Podobna instalacja znajduje się po przeciwnej stronie rzeki w Nowym Jorku i nosi imię Roberta Mosesa.
W Queenston znajduje się również jeden z czterech mostów drogowych nad Niagarą. Jest to jeden z dwóch mostów, na którym dozwolony jest ruch ciężarówek.
W parku Queenston Heigst Park, ok. 150 m od pomnika wspomnianego wyżej generała Isaaca Brocka, znajduje się okolicznościowy kamień, wyznaczający początek Bruce Trail - najdłuższego (895 km długości) znakowanego szlaku turystycznego w Kanadzie.